# Derby di Birmingham
Il derby di Birmingham (altrimenti detto Second City derby) è la principale sfida calcistica tra le due squadre più importanti di Birmingham: Aston Villa e Birmingham City.
Il primo derby fu disputato nel 1879 e vide la vittoria del Birmingham City (allora conosciuto come Small Heath), che si impose 1 a 0 sul Villa.
I primi due derby in Premier League furono entrambi vinti dal Birmingham, con i punteggi di 3 a 0 e 2 a 0. Nel 2003-2004, le partite finirono con un doppio pareggio, 0 a 0 e 2 a 2. Nella stagione successiva, fu sempre il Birmingham ad ottenere la vittoria, vincendo sia in casa, che in trasferta. Nel 2005-2006, fu finalmente l'Aston Villa a vincere i due derby, per la prima volta dall'esistenza della Premiership. Al termine del campionato, il Birmingham retrocesse e fu promosso l'anno dopo: nel 2007-2008, l'Aston Villa si impose per 2 a 1 in trasferta, per travolgere poi in casa la squadra avversaria per 5 a 1, grazie alle doppiette di John Carew, Ashley Young e il gol di Gabriel Agbonlahor. Il 13 settembre 2009, l'Aston Villa si è imposto in casa del Birmingham City per 1 a 0, con la rete di Agbonlahor.

## Lista dei risultati
| Nº  | Data       | Stadio          | Competizione              | Squadra in casa | Risultato | Squadra in trasferta | Spettatori |
| --- | ---------- | --------------- | ------------------------- | --------------- | --------- | -------------------- | ---------- |
| 1   | 05/11/1887 | Wellington Road | FA Cup 1887-1888          | Aston Villa     | 4 - 0     | Birmingham City      |            |
| 2   | 01/09/1894 | Wellington Road | First Division 1894-1895  | Aston Villa     | 2 - 1     | Birmingham City      | 20.000     |
| 3   | 20/10/1894 | Muntz Street    | First Division 1894-1895  | Birmingham City | 2 - 2     | Aston Villa          | 14.000     |
| 4   | 07/09/1895 | Wellington Road | First Division 1895-1896  | Aston Villa     | 7 - 3     | Birmingham City      | 13.000     |
| 5   | 26/10/1895 | Muntz Street    | First Division 1895-1896  | Birmingham City | 1 - 4     | Aston Villa          | 10.000     |
| 6   | 23/03/1901 | Muntz Street    | FA Cup 1900-1901          | Birmingham City | 0 - 0     | Aston Villa          |            |
| 7   | 27/03/1901 | Villa Park      | FA Cup 1900-1901          | Aston Villa     | 1 - 0     | Birmingham City      |            |
| 8   | 12/10/1901 | Muntz Street    | First Division 1901-1902  | Birmingham City | 0 - 2     | Aston Villa          | 23.000     |
| 9   | 26/12/1901 | Villa Park      | First Division 1901-1902  | Aston Villa     | 1 - 0     | Birmingham City      | 40.000     |
| 10  | 19/09/1903 | Muntz Street    | First Division 1903-1904  | Birmingham City | 2 - 2     | Aston Villa          | 25.000     |
| 11  | 16/01/1904 | Villa Park      | First Division 1903-1904  | Aston Villa     | 1 - 1     | Birmingham City      | 20.000     |
| 12  | 29/10/1904 | Villa Park      | First Division 1904-1905  | Aston Villa     | 2 - 1     | Birmingham City      | 40.000     |
| 13  | 25/02/1905 | Muntz Street    | First Division 1904-1905  | Birmingham City | 0 - 3     | Aston Villa          | 28.000     |
| 14  | 16/09/1905 | Muntz Street    | First Division 1905-1906  | Birmingham City | 2 - 0     | Aston Villa          | 30.000     |
| 15  | 20/01/1906 | Villa Park      | First Division 1905-1906  | Aston Villa     | 1 - 3     | Birmingham City      | 40.000     |
| 16  | 15/09/1906 | Villa Park      | First Division 1906-1907  | Aston Villa     | 4 - 1     | Birmingham City      | 45.000     |
| 17  | 19/01/1907 | St Andrew's     | First Division 1906-1907  | Birmingham City | 3 - 2     | Aston Villa          | 60.000     |
| 18  | 21/09/1907 | St Andrew's     | First Division 1907-1908  | Birmingham City | 2 - 3     | Aston Villa          | 45.000     |
| 19  | 18/01/1908 | Villa Park      | First Division 1907-1908  | Aston Villa     | 2 - 3     | Birmingham City      | 39.500     |
| 20  | 11/03/1922 | Villa Park      | First Division 1921-1922  | Aston Villa     | 1 - 1     | Birmingham City      | 52.345     |
| 21  | 15/03/1922 | St Andrew's     | First Division 1921-1922  | Birmingham City | 1 - 0     | Aston Villa          | 34.190     |
| 22  | 17/03/1923 | St Andrew's     | First Division 1922-1923  | Birmingham City | 1 - 0     | Aston Villa          | 50.000     |
| 23  | 24/03/1923 | Villa Park      | First Division 1922-1923  | Aston Villa     | 3 - 0     | Birmingham City      | 40.000     |
| 24  | 15/08/1923 | St Andrew's     | First Division 1923-1924  | Birmingham City | 3 - 0     | Aston Villa          | 41.306     |
| 25  | 01/09/1923 | Villa Park      | First Division 1923-1924  | Aston Villa     | 0 - 0     | Birmingham City      | 59.157     |
| 26  | 11/10/1924 | St Andrew's     | First Division 1924-1925  | Birmingham City | 1 - 0     | Aston Villa          | 48.098     |
| 27  | 14/02/1925 | Villa Park      | First Division 1924-1925  | Aston Villa     | 1 - 0     | Birmingham City      | 60.000     |
| 28  | 17/10/1925 | Villa Park      | First Division 1925-1926  | Aston Villa     | 3 - 3     | Birmingham City      | 52.254     |
| 29  | 27/02/1926 | St Andrew's     | First Division 1925-1926  | Birmingham City | 2 - 1     | Aston Villa          | 38.231     |
| 30  | 30/10/1926 | St Andrew's     | First Division 1926-1927  | Birmingham City | 1 - 2     | Aston Villa          | 48.104     |
| 31  | 19/03/1927 | Villa Park      | First Division 1926-1927  | Aston Villa     | 2 - 4     | Birmingham City      | 49.334     |
| 32  | 05/11/1927 | St Andrew's     | First Division 1927-1928  | Birmingham City | 1 - 1     | Aston Villa          | 47.605     |
| 33  | 17/03/1928 | Villa Park      | First Division 1927-1928  | Aston Villa     | 1 - 1     | Birmingham City      | 59.367     |
| 34  | 27/10/1928 | St Andrew's     | First Division 1928-1929  | Birmingham City | 2 - 4     | Aston Villa          | 36.261     |
| 35  | 09/03/1929 | Villa Park      | First Division 1928-1929  | Aston Villa     | 1 - 2     | Birmingham City      | 56.528     |
| 36  | 31/08/1929 | Villa Park      | First Division 1929-1930  | Aston Villa     | 2 - 1     | Birmingham City      | 36.834     |
| 37  | 28/12/1929 | St Andrew's     | First Division 1929-1930  | Birmingham City | 1 - 1     | Aston Villa          | 33.228     |
| 38  | 18/10/1930 | Villa Park      | First Division 1930-1931  | Aston Villa     | 1 - 1     | Birmingham City      | 55.482     |
| 39  | 21/02/1931 | St Andrew's     | First Division 1930-1931  | Birmingham City | 0 - 4     | Aston Villa          | 49.619     |
| 40  | 21/11/1931 | Villa Park      | First Division 1931-1932  | Aston Villa     | 3 - 2     | Birmingham City      | 44.948     |
| 41  | 02/04/1932 | St Andrew's     | First Division 1931-1932  | Birmingham City | 1 - 1     | Aston Villa          | 35.671     |
| 42  | 22/10/1932 | Villa Park      | First Division 1932-1933  | Aston Villa     | 1 - 0     | Birmingham City      | 52.191     |
| 43  | 08/03/1933 | St Andrew's     | First Division 1932-1933  | Birmingham City | 3 - 2     | Aston Villa          | 24.868     |
| 44  | 02/12/1933 | St Andrew's     | First Division 1933-1934  | Birmingham City | 0 - 0     | Aston Villa          | 34.718     |
| 45  | 14/04/1934 | Villa Park      | First Division 1933-1934  | Aston Villa     | 1 - 1     | Birmingham City      | 34.196     |
| 46  | 25/08/1934 | St Andrew's     | First Division 1934-1935  | Birmingham City | 2 - 1     | Aston Villa          | 53.930     |
| 47  | 29/12/1934 | Villa Park      | First Division 1934-1935  | Aston Villa     | 2 - 2     | Birmingham City      | 40.785     |
| 48  | 23/11/1935 | St Andrew's     | First Division 1935-1936  | Birmingham City | 2 - 2     | Aston Villa          | 60.250     |
| 49  | 28/03/1936 | Villa Park      | First Division 1935-1936  | Aston Villa     | 2 - 1     | Birmingham City      | 49.531     |
| 50  | 29/10/1938 | St Andrew's     | First Division 1938-1939  | Birmingham City | 3 - 0     | Aston Villa          | 55.301     |
| 51  | 04/03/1939 | Villa Park      | First Division 1938-1939  | Aston Villa     | 5 - 1     | Birmingham City      | 40.874     |
| 52  | 04/12/1948 | Villa Park      | First Division 1948-1949  | Aston Villa     | 0 - 3     | Birmingham City      | 62.434     |
| 53  | 30/04/1949 | St Andrew's     | First Division 1948-1949  | Birmingham City | 0 - 1     | Aston Villa          | 45.120     |
| 54  | 10/12/1949 | Villa Park      | First Division 1949-1950  | Aston Villa     | 1 - 1     | Birmingham City      | 45.008     |
| 55  | 29/04/1950 | St Andrew's     | First Division 1949-1950  | Birmingham City | 2 - 2     | Aston Villa          | 24.866     |
| 56  | 05/09/1955 | Villa Park      | First Division 1955-1956  | Aston Villa     | 0 - 0     | Birmingham City      | 57.690     |
| 57  | 21/09/1955 | St Andrew's     | First Division 1955-1956  | Birmingham City | 2 - 2     | Aston Villa          | 32.642     |
| 58  | 27/10/1956 | Villa Park      | First Division 1956-1957  | Aston Villa     | 3 - 1     | Birmingham City      | 54.927     |
| 59  | 10/04/1957 | St Andrew's     | First Division 1956-1957  | Birmingham City | 1 - 2     | Aston Villa          | 29.853     |
| 60  | 24/08/1957 | St Andrew's     | First Division 1957-1958  | Birmingham City | 3 - 1     | Aston Villa          | 50.780     |
| 61  | 21/12/1957 | Villa Park      | First Division 1957-1958  | Aston Villa     | 0 - 2     | Birmingham City      | 41.118     |
| 62  | 23/08/1958 | Villa Park      | First Division 1958-1959  | Aston Villa     | 1 - 1     | Birmingham City      | 55.198     |
| 63  | 20/12/1958 | St Andrew's     | First Division 1958-1959  | Birmingham City | 4 - 1     | Aston Villa          | 31.857     |
| 64  | 22/10/1960 | Villa Park      | First Division 1960-1961  | Aston Villa     | 6 - 2     | Birmingham City      | 44.722     |
| 65  | 11/03/1961 | St Andrew's     | First Division 1960-1961  | Birmingham City | 1 - 1     | Aston Villa          | 41.656     |
| 66  | 28/10/1961 | Villa Park      | First Division 1961-1962  | Aston Villa     | 1 - 3     | Birmingham City      | 49.532     |
| 67  | 17/03/1962 | St Andrew's     | First Division 1961-1962  | Birmingham City | 0 - 2     | Aston Villa          | 43.489     |
| 68  | 27/10/1962 | St Andrew's     | First Division 1962-1963  | Birmingham City | 3 - 2     | Aston Villa          | 42.228     |
| 69  | 16/03/1963 | Villa Park      | First Division 1962-1963  | Aston Villa     | 4 - 0     | Birmingham City      | 40.400     |
| 70  | 23/05/1963 | St Andrew's     | League Cup 1962-1963      | Birmingham City | 3 - 1     | Aston Villa          | 31.850     |
| 71  | 27/05/1963 | Villa Park      | League Cup 1962-1963      | Aston Villa     | 0 - 0     | Birmingham City      | 37.921     |
| 72  | 13/02/1964 | Villa Park      | First Division 1963-1964  | Aston Villa     | 0 - 3     | Birmingham City      | 25.797     |
| 73  | 31/03/1964 | St Andrew's     | First Division 1963-1964  | Birmingham City | 3 - 3     | Aston Villa          | 28.069     |
| 74  | 13/02/1965 | St Andrew's     | First Division 1964-1965  | Birmingham City | 0 - 1     | Aston Villa          | 32.491     |
| 75  | 12/04/1965 | Villa Park      | First Division 1964-1965  | Aston Villa     | 3 - 0     | Birmingham City      | 36.871     |
| 76  | 07/10/1967 | Villa Park      | Second Division 1967-1968 | Aston Villa     | 2 - 4     | Birmingham City      | 50.067     |
| 77  | 24/02/1968 | St Andrew's     | Second Division 1967-1968 | Birmingham City | 2 - 1     | Aston Villa          | 45.283     |
| 78  | 21/09/1968 | St Andrew's     | Second Division 1968-1969 | Birmingham City | 4 - 0     | Aston Villa          | 40.527     |
| 79  | 12/04/1969 | Villa Park      | Second Division 1968-1969 | Aston Villa     | 1 - 0     | Birmingham City      | 53.647     |
| 80  | 18/10/1969 | Villa Park      | Second Division 1969-1970 | Aston Villa     | 0 - 0     | Birmingham City      | 54.405     |
| 81  | 30/03/1970 | St Andrew's     | Second Division 1969-1970 | Birmingham City | 0 - 2     | Aston Villa          | 41.696     |
| 82  | 27/09/1975 | Villa Park      | First Division 1975-1976  | Aston Villa     | 2 - 1     | Birmingham City      | 53.782     |
| 83  | 03/04/1976 | St Andrew's     | First Division 1975-1976  | Birmingham City | 3 - 2     | Aston Villa          | 46.251     |
| 84  | 18/09/1976 | Villa Park      | First Division 1976-1977  | Aston Villa     | 1 - 2     | Birmingham City      | 50.084     |
| 85  | 10/05/1977 | St Andrew's     | First Division 1976-1977  | Birmingham City | 2 - 1     | Aston Villa          | 43.721     |
| 86  | 01/10/1977 | Villa Park      | First Division 1977-1978  | Aston Villa     | 0 - 1     | Birmingham City      | 45.436     |
| 87  | 25/02/1978 | St Andrew's     | First Division 1977-1978  | Birmingham City | 1 - 0     | Aston Villa          | 33.679     |
| 88  | 21/10/1978 | St Andrew's     | First Division 1978-1979  | Birmingham City | 0 - 1     | Aston Villa          | 36.145     |
| 89  | 03/03/1979 | Villa Park      | First Division 1978-1979  | Aston Villa     | 1 - 0     | Birmingham City      | 42.419     |
| 90  | 11/10/1980 | St Andrew's     | First Division 1980-1981  | Birmingham City | 1 - 2     | Aston Villa          | 33.879     |
| 91  | 13/12/1980 | Villa Park      | First Division 1980-1981  | Aston Villa     | 3 - 0     | Birmingham City      | 41.101     |
| 92  | 26/09/1981 | Villa Park      | First Division 1981-1982  | Aston Villa     | 0 - 0     | Birmingham City      | 41.098     |
| 93  | 20/02/1982 | St Andrew's     | First Division 1981-1982  | Birmingham City | 0 - 1     | Aston Villa          | 32.817     |
| 94  | 27/12/1982 | St Andrew's     | First Division 1982-1983  | Birmingham City | 3 - 0     | Aston Villa          | 43.864     |
| 95  | 04/04/1983 | Villa Park      | First Division 1982-1983  | Aston Villa     | 1 - 0     | Birmingham City      | 40.897     |
| 96  | 15/10/1983 | Villa Park      | First Division 1983-1984  | Aston Villa     | 1 - 0     | Birmingham City      | 39.318     |
| 97  | 31/03/1984 | St Andrew's     | First Division 1983-1984  | Birmingham City | 2 - 1     | Aston Villa          | 23.993     |
| 98  | 07/09/1985 | St Andrew's     | First Division 1985-1986  | Birmingham City | 0 - 0     | Aston Villa          | 24.971     |
| 99  | 22/03/1986 | Villa Park      | First Division 1985-1986  | Aston Villa     | 0 - 3     | Birmingham City      | 26.294     |
| 100 | 22/08/1987 | Villa Park      | Second Division 1987-1988 | Aston Villa     | 0 - 2     | Birmingham City      | 30.870     |
| 101 | 12/12/1987 | St Andrew's     | Second Division 1987-1988 | Birmingham City | 1 - 2     | Aston Villa          | 27.789     |
| 102 | 27/09/1988 | St Andrew's     | League Cup 1988-1989      | Birmingham City | 0 - 2     | Aston Villa          |            |
| 103 | 12/10/1988 | Villa Park      | League Cup 1988-1989      | Aston Villa     | 5 - 0     | Birmingham City      |            |
| 104 | 09/11/1988 | Villa Park      | Full Members Cup 1988     | Aston Villa     | 6 - 0     | Birmingham City      | 8.324      |
| 105 | 21/09/1993 | St Andrew's     | League Cup 1993-1994      | Birmingham City | 0 - 1     | Aston Villa          | 27.815     |
| 106 | 06/10/1993 | Villa Park      | League Cup 1993-1994      | Aston Villa     | 1 - 0     | Birmingham City      | 35.856     |
| 107 | 16/09/2002 | St Andrew's     | Premier League 2002-2003  | Birmingham City | 3 - 0     | Aston Villa          | 29.505     |
| 108 | 03/03/2003 | Villa Park      | Premier League 2002-2003  | Aston Villa     | 0 - 2     | Birmingham City      | 42.606     |
| 109 | 19/10/2003 | St Andrew's     | Premier League 2003-2004  | Birmingham City | 0 - 0     | Aston Villa          | 29.546     |
| 110 | 22/02/2004 | Villa Park      | Premier League 2003-2004  | Aston Villa     | 2 - 2     | Birmingham City      | 40.061     |
| 111 | 12/12/2004 | Villa Park      | Premier League 2004-2005  | Aston Villa     | 1 - 2     | Birmingham City      | 42.606     |
| 112 | 20/03/2005 | St Andrew's     | Premier League 2004-2005  | Birmingham City | 2 - 0     | Aston Villa          | 29.382     |
| 113 | 16/10/2005 | St Andrew's     | Premier League 2005-2006  | Birmingham City | 0 - 1     | Aston Villa          | 29.312     |
| 114 | 16/04/2006 | Villa Park      | Premier League 2005-2006  | Aston Villa     | 3 - 1     | Birmingham City      | 40.158     |
| 115 | 11/11/2007 | St Andrew's     | Premier League 2007-2008  | Birmingham City | 1 - 2     | Aston Villa          | 26.539     |
| 116 | 20/04/2008 | Villa Park      | Premier League 2007-2008  | Aston Villa     | 5 - 1     | Birmingham City      | 42.584     |
| 117 | 13/09/2009 | St Andrew's     | Premier League 2009-2010  | Birmingham City | 0 - 1     | Aston Villa          | 25.196     |
| 118 | 25/04/2010 | Villa Park      | Premier League 2009-2010  | Aston Villa     | 1 - 0     | Birmingham City      | 42.584     |
| 119 | 31/10/2010 | Villa Park      | Premier League 2010-2011  | Aston Villa     | 0 - 0     | Birmingham City      | 40.688     |
| 120 | 01/12/2010 | St Andrew's     | League Cup 2010-2011      | Birmingham City | 2 - 1     | Aston Villa          | 27.679     |
| 121 | 16/01/2011 | St Andrew's     | Premier League 2010-2011  | Birmingham City | 1 - 1     | Aston Villa          | 22.287     |
| 122 | 22/09/2015 | Villa Park      | League Cup 2015-2016      | Aston Villa     | 1 - 0     | Birmingham City      | 34.442     |
| 123 | 30/10/2016 | St Andrew's     | Championship 2016-2017    | Birmingham City | 1 - 1     | Aston Villa          | 29.656     |
| 124 | 23/04/2017 | Villa Park      | Championship 2016-2017    | Aston Villa     | 1 - 0     | Birmingham City      | 40.884     |
| 125 | 29/10/2017 | St Andrew's     | Championship 2017-2018    | Birmingham City | 0 - 0     | Aston Villa          | 24.408     |
| 126 | 11/02/2018 | Villa Park      | Championship 2017-2018    | Aston Villa     | 2 - 0     | Birmingham City      | 41.232     |
| 127 | 25/11/2018 | Villa Park      | Championship 2018-2019    | Aston Villa     | 4 - 2     | Birmingham City      | 41.200     |
| 128 | 10/03/2019 | St Andrew's     | Championship 2018-2019    | Birmingham City | 0 - 1     | Aston Villa          | 26.631     |

## Sommario dei risultati
|                   | Totale gare | Vittorie Aston Villa | Pareggi | Vittorie Birmingham City | Reti Aston Villa | Reti Birmingham City |
| Prima Divisione   | 100         | 42                   | 26      | 32                       | 158              | 136                  |
| Seconda Divisione | 14          | 7                    | 3       | 4                        | 18               | 17                   |
| Totale campionato | 114         | 49                   | 29      | 36                       | 176              | 153                  |
| FA Cup            | 3           | 2                    | 1       | 0                        | 6                | 0                    |
| Coppa di Lega     | 8           | 5                    | 1       | 2                        | 12               | 5                    |
| Full Members Cup  | 1           | 1                    | 0       | 0                        | 6                | 0                    |
| Totale            | 126         | 57                   | 31      | 38                       | 200              | 158                  |

## Cannonieri

### Aston Villa
| Nome               | Reti |
| ------------------ | ---- |
| Billy Walker       | 11   |
| Tom Waring         | 7    |
| John Campbell      | 5    |
| John Devey         | 5    |
| Gabriel Agbonlahor | 5    |
| Eric Houghton      | 4    |
| Gerry Hitchens     | 4    |
| Andy Gray          | 4    |

### Birmingham City
| Nome             | Reti |
| ---------------- | ---- |
| Joe Bradford     | 8    |
| Johnny Crosbie   | 5    |
| Ken Leek         | 5    |
| Barry Bridges    | 4    |
| George Briggs    | 4    |
| Trevor Francis   | 4    |
| Arthur Mounteney | 4    |

## Trasferimenti tra i due club
Ecco la lista dei trasferimenti diretti tra le due squadre.

### Trasferimenti dall'Aston Villa al Birmingham City
| Nome              | Pos            | Aston Villa | Aston Villa | Aston Villa | Birmingham City | Birmingham City | Birmingham City |
| Nome              | Pos            | Carriera    | Pres.       | Gol         | Carriera        | Pres.           | Gol             |
| ----------------- | -------------- | ----------- | ----------- | ----------- | --------------- | --------------- | --------------- |
| Harry Hampton     | Attaccante     | 1904–1920   | 341         | 315         | 1920–1922       | 57              | 31              |
| Stan Lynn         | Difensore      | 1950–1961   | 281         | 36          | 1961–1966       | 131             | 26              |
| Bobby Thomson     | Attaccante     | 1959–1963   | 140         | 56          | 1963–1967       | 114             | 23              |
| Ron Wylie         | Attaccante     | 1958–1965   | 196         | 16          | 1965–1970       | 128             | 2               |
| John Sleeuwenhoek | Centrocampista | 1961–1967   | 226         | 1           | 1967–1971       | 30              | 0               |
| Noel Blake        | Difensore      | 1979–1982   | 4           | 0           | 1982–1984       | 76              | 5               |
| Robert Hopkins    | Attaccante     | 1979–1983   | 3           | 1           | 1983–1986       | 123             | 20              |
| Des Bremner       | Centrocampista | 1978–1984   | 174         | 9           | 1984–1989       | 168             | 5               |
| Liam Ridgewell    | Difensore      | 2001–2007   | 79          | 7           | 2007–2012       | 139             | 9               |
| Craig Gardner     | Centrocampista | 2005–2010   | 80          | 6           | 2010–2011       | 42              | 9               |
| Curtis Davies     | Difensore      | 2008–2011   | 37          | 2           | 2011–2013       | 89              | 11              |
| Gary Gardner      | Centrocampista | 2011–2019   | 33          | 1           | 2018–           | 40              | 2               |
| Scott Hogan       | Attaccante     | 2017–2020   | 56          | 7           | 2020–           |                 |                 |

### Trasferimenti dal Birmingham City all'Aston Villa
| Nome            | Pos            | Birmingham City | Birmingham City | Birmingham City | Aston Villa | Aston Villa | Aston Villa |
| Nome            | Pos            | Carriera        | Pres.           | Gol             | Carriera    | Pres.       | Gol         |
| --------------- | -------------- | --------------- | --------------- | --------------- | ----------- | ----------- | ----------- |
| Geoff Vowden    | Attaccante     | 1964–1971       | 221             | 79              | 1971–1974   | 97          | 22          |
| Alan Curbishley | Centrocampista | 1979–1983       | 130             | 11              | 1983–1984   | 36          | 1           |
| Chris Sutton    | Attaccante     | 2006            | 10              | 1               | 2006–2007   | 8           | 1           |
| Jota            | Centrocampista | 2017–2019       | 72              | 8               | 2019–2020   | 16          | 1           |